# Нормандське завоювання Південної Італії
Нормандське завоювання Південної Італії — завоювання вихідцями з Нормандії південної частини Апенінського півострова, острова Сицилія та Мальтійського архіпелагу, яке тривало протягом 999—1194 років. Нормандські лицарі як військові найманці підтримали перше (1009 року) і друге (1020—1022 років) повстання лангобардів Апулії проти влади візантійського Італійського катепанату. 1042 року території, захоплені нормандцями в Південній Італії об'єдналися в нормандське герцогство Апулії і Калабрії, а в 1130 році в Сицилійське королівство, що включало острів Сицилія, південну третину Італійського півострова (включаючи Беневенто, який ненадовго утримувався двічі), архіпелаг Мальта та частини Північної Африки.
Мандрівні нормандські лицарі прибули до південної Італії як найманці на службі лангобардських і візантійських угруповань, швидко повідомивши додому новини про можливості заробітку в Середземному морі. Ці групи збиралися в кількох місцях, засновуючи власні феоди та держави, об'єднуючись і підвищуючи свій статус до фактичної незалежності протягом 50 років після свого прибуття.
На відміну від нормандського завоювання Англії (1066), яке відбулося через кілька років після єдиної вирішальної битви, завоювання Південної Італії було результатом десятиліть і низки битв, деякі з яких були вирішальними. Багато територій були завойовані самостійно і лише згодом об'єднані в єдину державу. Порівняно із завоюванням Англії, воно було незапланованим і неорганізованим, але однаково повним.

## Вікінги в Італії в донормандський період
Існує мало доказів діяльності вікінгів в Італії як попередника приходу нормандців у 999 році, але деякі набіги зафіксовані. Ерментарій з Нуармутьє, Бертинські аннали та кілька додаткових мавританських джерел надають відомості про вікінгів, які базувалися у Франкії (Франція), здійснювали набіги на Іберію, а потім продовжували набіги на інші частини Середземномор'я близько 860 року. У 860 році, згідно з розповідями нормандського ченця Дудо із Сен-Квентіна, флот вікінгів, яким командували Альстігнус, який, як вважають, був Гастейном, і Бйорн Залізнобокий, висадився в Італії, намагаючись пограбувати місто Рим. Військо вікінгів прибуло до міста Луна, чиї стіни були надто сильно захищені для прямого штурму. Вікінги розробили план, щоб обманом змусити міського єпископа навернути Гастейна на християнство. Навернувшись, Гастайн імітував свою смерть, побажавши, щоб його поховали в міській церкві. Увійшовши з невеликим загоном із захованою зброєю в похоронну процесію, вікінги несподівано напали на міську варту та відкрили міські ворота для решти військ вікінгів. Дізнавшись, що місто не є Римом, військо вікінгів здійснило набіг на навколишню місцевість, перш ніж зрештою відпливти назад до Франкії.
Багато скандинавів воювали як найманці в Південній Італії, у тому числі варязька гвардія на чолі з майбутнім королем Норвегії Гаральдом Суворим, який завоював Сицилію між 1038 і 1040 роками за допомогою нормандських найманців під командуванням Вільгельма Отвільського, який отримав своє прізвисько Залізнорукий вбивши в поєдинку еміра Сиракуз і лангобардського контингента на чолі з Ардуїном. Вперше варяги були використані як найманці в Італії проти арабів у 936 р. Рунні камені були встановлені в Швеції в пам'ять про воїнів, які загинули в Langbarðaland (Землі лангобардів), давньоскандинавській назві південної Італії.

## Версії прибуття нормандців до Італії

### Салернська традиція
Найдавнішою датою прибуття нормандських лицарів у південну Італію є 999 рік, хоча можна припустити, що вони були там і раніше. Того року, згідно з деякими традиційними джерелами невизначеного походження, нормандські паломники, які поверталися після відвідання Гробу Господнього в Єрусалимі через Апулію, зупинилися в столиці лангобардського князя Салернського Гваймара III. В цей час на місто напали маври з африканської Іфрикії (сучасний Туніс) з вимогою сплати простроченої щорічної данини. Побачивши, що Гваймар почав збирати данину, нормандці висміяли його та його лангобардських підданих за боягузтво. Вони отримали дозвіл самостійно атакувати маврів і примусили їх до втечі. Здобич було конфісковано, і вдячний Гуаймар попросив нормандських лицарів залишитися. Вони відмовилися, але пообіцяли переказати про його багаті подарунки своїм співвітчизникам у Нормандії та розповісти їм про, можливо, прибуткову військову службу в Салерно. Деякі джерела говорять про те, що Гваймар посилав емісарів до Нормандії, щоб повернути лицарів. Уся ця розповідь про прибуття нормандців до Салерно іноді відома як «Салернська традиція».
Салернська традиція була вперше записана Аматусом з Монтекассіно в його Ystoire de li Normant між 1071 і 1086 роками. Значна частина цієї інформації була запозичена в Амата Петром Дияконом для його продовження Chronicon Monasterii Casinensis Лева Остійського, написаного на початку XII століття. Починаючи з Annales Ecclesiastici Цезара Баронія в XVII столітті, салернітанська історія стала загальноприйнятою історією. Хоча його фактична точність періодично піддавалася сумніву протягом наступних століть, з тих пір він був прийнятий (з деякими змінами) більшістю вчених.

### Горганська традиція
Ще одна історична розповідь про прибуття перших норманів до Італії, «Гарганська традиція», з'являється в первинних хроніках без жодних посилань на будь-яку попередню нормандську присутність. Згідно з цією розповіддю, в 1016 році нормандські паломники в храмі Святилищі Архангела Михаїла на Монте-Гаргано зустрілись із очільником лангобардського повстання проти візантійців Мелуса Барійського, який переконав їх підтримати лангобардів як військові найманці.
Як і у випадку з Салернською традицією, для Гарганської традиції також існує два першоджерела: Gesta Roberti Wiscardi Вільгельма Апулійського (датована 1088—1110 роками) та Chronica monasterii S. Bartholomaei de Carpineto ченця на ім'я Олександр, написана приблизно століттям пізніше і заснована на роботі Вільяма. Деякі вчені об'єднали історії Салерна та Гаргано, а Джон Юліус Норвіч припустив, що зустріч між Мелусом і норманами була організована Гваймаром. Мелус був у Салерно якраз перед візитом на Монте-Гаргано.
Інша історія стосується вигнання групи братів з родини Дренго. Один із братів, Осмунд (згідно з Ордериком Віталісом) або Жільбер (згідно з Аматусом і Петром Дяконом), убив Вільяма Репостеля у присутності герцога Нормандії Роберта I, через те, що Репостель нібито хвалився тим, що зганьбив доньку свого вбивці. Під загрозою смерті вбивця був висланий з Нормандії і відвідав зі своїми братами Рим, де один із братів Дренго мав аудієнцію у Папи Римського перед тим, як приєднатися до Мелуса Барійського. Амат датує цю історію після 1027 р. і не згадує відвідання папи. За його словами, братами Жільбера були Осмунд, Райнульф, Асклетин і Людольф (Рудольф, за Пітером). Між 1016 і 1024 роками під час заворушень лангобардського повстання, група нормандських лицарів нанятих Мелусом на чолі з Жільбером окупувало Аріано — столицю колишнього лангобардського Аріанського графства. Нормандське Аріанське графство вважається першим політичним органом, заснованим норманцями на півдні Італії.
Усі хроніки датують вбивство Репостеля періодом правління Роберта Чудового та після 1027 року, хоча деякі вчені вважають, що «Роберт» був помилкою писаря для «Річарда» (Річард II, який був герцогом у 1017 році). Більш рання дата необхідна, якщо еміграція перших нормандців була пов'язана з родиною Дренго та вбивством Вільяма Репостела. В «Історіях» Ральфа Глабера «Родульфус» залишає Нормандію після того, як викликав незадоволення графа Річарда (Річарда II). Джерела не погоджуються щодо того, який брат був лідером у південній подорожі. Ордерік і Вільгельм Жюм'єж, у Gesta Normannorum Ducum називають Осмунда; Глабер вказує Рудольфа, а Лео, Аматус і Адемар Шабанський — Жільбера. Згідно з більшістю південноіталійських джерел, лідером нормандського контингенту в Битві при Каннах у 1018 році був Жільбер. Якщо Рудольфа ототожнюють з історією Рудольфа з Аматуса як брата Дренго, можливо, він був лідером у Каннах.
Сучасний погляд на прибуття нормандців у Південну Італію базується на хроніках Глабера, Адхемара та Лева (не продовження Петра). Усі три хроніки свідчать про те, що рятуючись від герцога Річарда II, нормандські лицарі (в кількості від 40 до 250 осіб) під командуванням «Родульфа» (Рудольфа) відвідали папу Бенедикта VIII. Папа відправив їх до лангобардського Салерно (або Капуї), що шукали найманців для протистояння з візантійцями через вторгнення останніх на папську територію в Беневенто. Там вони зустрілися з беневентанськими приматами (провідними людьми): Ландульфом V Беневентським і Пандульфом IV Капуанським, (можливо) Гваймаром III Салернським та Мелусом Барійським. Згідно з хронікою Лева, «Рудольф» був Ральфом з Тосні. Якщо перші підтверджені нормандські військові дії на півдні залучали найманців Мелуса проти візантійців у травні 1017 року, нормандці, ймовірно, покинули Нормандію між січнем і квітнем.

## Повстання лангобардів в Апулії (1009—1022)

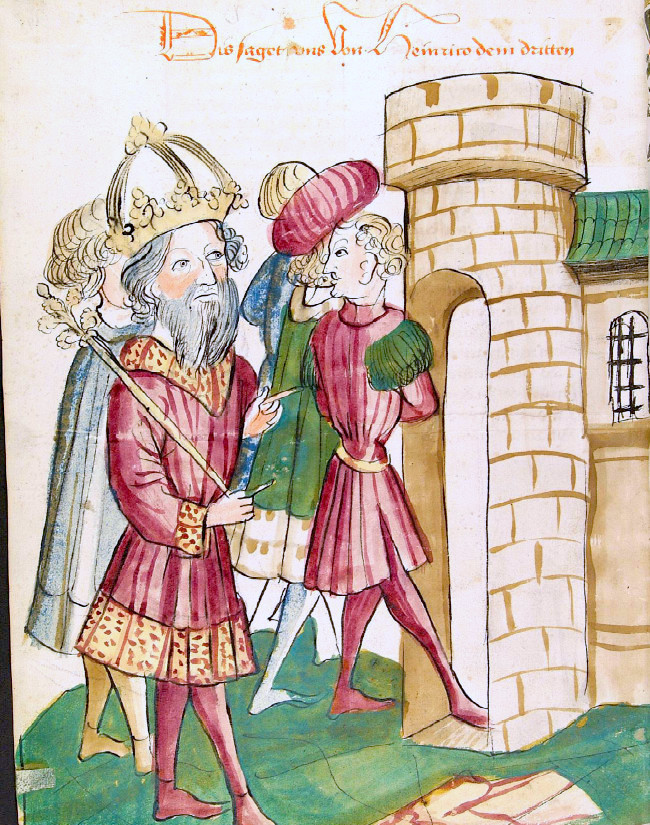
Ув'язнення Пандульфа IV Капуанського після походу імператора Генріха II у 1022 році

З другої половини X століття майже усі території в Апулії аж до Горгано на північ, що раніше входили до складу лангобардського Беневенського князівства були підкорені візантійським Італійським катепанатом, який керувався візантійським намісником — катепаном зі столиці в Барі.
9 травня 1009 року в Барі спалахнуло повстання проти візантійського Італійського катепанату. Під керівництвом місцевого лангобарда Мелуса Барійського повстання швидко поширилося на інші міста. Наприкінці того ж року (або на початку 1010) катепан Іоанн Куркуас, був убитий у битві. У березні 1010 року його наступник, Василій Месардоніт, висадився з підкріпленням і взяв повстанців у місті в облогу. Грецьке населення міста домовилось з Василієм і змусили лангобардських вождів Мелуса та його швагра Даттуса втекти з міста. Василій увійшов до Барі 11 червня 1011 року, відновивши візантійську владу. Він не супроводжував свою перемогу суворими санкціями, лише відправивши родину Мелуса (включаючи його сина Аргіра) до Константинополя. Василій помер у 1016 році після багатьох років миру в Південній Італії.
Лев Торнікій Контолеон прибув як наступник Василія в травні того ж року. Після смерті Василія Мелус знову повстав. Цього разу він використав щойно прибулий загін нормандців, нібито надісланий папою Бенедиктом VIII, який зустрівся з Мелусом в Санктуарії Святого Михаїла в Монте-Гаргано (з допомогою або без допомоги князя лангобардського Салернського князівства Гваймара III). Проти утвореної в Монте-Гаргано лангобардо-нормандської коаліції Торнікій послав армію на чолі з Левом Пассіаном. Пассіан і Мелус зустрілися в Битві на Форторе в Аренулі. Битва або не виявила переможця (Вільгельм Апулійський), або завершилась перемогою Мелуса (Лев з Остії та Амат). Тоді камандування візантійськими військами прийняв на себе Торнікій, що очолив візантійські сили у другому зіткненні біля Чивітати. Ця друга битва була перемогою Мелуса, хоча Луп Протоспатарій і анонімний хроніст Барі зафіксували поразку. Третя битва (вирішальна перемога Мелуса) відбулася в Ваккаречча в Рієті. Внасліок цих перемог територія Італійського катепанату від Форторе до Трані була в руках лангобардсько-нормандського союзу, і у вересні Торнікія змінив Василь Боіоанн (який прибув у грудні). Згідно з Аматусом, до жовтня 1018 року було п'ять послідовних перемог лангобардів і нормандців.
На прохання Боіоанна до Італії для боротьби з нормандцями було відправлено загін елітної варязької гвардії. Армії зустрілися в Офанто поблизу Канн, місця перемоги Ганнібала над римлянами в 216 р. до н. е. Битва при Каннах стала вирішальною перемогою Візантії; Амат писав, що з контингенту в 250 осіб вижив лише десяток нормандців. Після битви Райнульф Дренго (один із нормандців, що вижили) був обраний лідером їхнього загону. Боіоанн захистив візантійські здобутки, побудувавши фортецю в Трої перед Апеннінським перевалом, яка охороняла вхід на Апулійську рівнину. У 1019 році в Трої Боіоанн розмістив у місті гарнізон нормандських найманців, що свідчить про готовність нормандців воювати з обох сторін. Маючи представників з обох сторін, нормандці отримували хороші умови для звільнення своїх соплемінників від поневолювачів незалежно від результату протистояння.
Стривожений зміною імпульсу на півдні, Папа Бенедикт (який, можливо, був ініціатором участі нормандців у війні) вирушив на північ у 1020 році до Бамберга, щоб поспілкуватися з імператором Священної Римської імперії Генріхом II. Хоча імператор не вжив негайних заходів, події наступного року переконали його втрутитися. Боіоанн за сприяння Пандульфа Капуанського провів війська до вежі на території Гаетанського герцогства, де під охороною папських військ перебував Даттус. Даттуса полонили і 15 червня 1021 стратили. У 1022 році велика імперська армія трьома загонами під проводом Генріха II, архієпископа Кельнського Пілігрима та Поппо Аквілейського рушила на південь, щоб атакувати Трою. Хоча Троя не впала, повстання лангобардів закінчилося, оскільки лангобардські князі підтвердили свій вассалітет перед Священною Римською мперією, а Пандульфа відправили до в'язниці у Німеччині.

## Служба найманцями (1022—1046)
У 1024 році нормандські найманці під командуванням Райнульфа Дренго перебували на службі у Гваймара III, коли він і Пандульф IV, що повернувся з полону в Німеччині, обложили імперського ставленика Пандульфа V у Капуї. У 1026 році, після 18-місячної облоги, Капуя здалася, і Пандульф IV був відновлений як князь. Протягом наступних кількох років Райнульф підтримував Пандульфа, але в 1029 році він приєднався до Сергія IV Неаполітанського (якого Пандульф вигнав з Неаполя в 1027 році, ймовірно, за сприяння Райнульфа).
У 1029 році Райнульф і Сергій відвоювали у Пандульфа IV Неаполь. На початку 1030 року Сергій передав Райнульфу Аверське графство як феод. Ця сеньйорія довгий час вважалася першим нормандським володінням у Південній Італії, хоча в даний час це першість приписується Аріанському графству, яке було офіційно визнано імператором Генріхом II з 1022 року. Сергій також видав заміж за Райнульфа свою сестру, вдову герцога Гаетського. Однак у 1034 році сестра Сергія померла, і Райнульф повернувся до союзом із Пандульфом IV. За словами Аматуса:
|  | Бо нормани ніколи не бажали, щоб хтось із лангобардів здобув вирішальну перемогу, на випадок, якщо це було б їм невигідно. Але то підтримуючи одного, то допомагаючи іншому, вони не давали нікому повністю розоритися. |

Нормандське підкріплення та місцеві негідники, яких зустріли в таборі Райнульфа без запитань, збільшили кількість Райнульфа. Там Амат зауважив, що норманська мова та звичаї об'єднали різнорідну групу в подобу нації. У 1035 році, в тому ж році, коли Вільгельм Завойовник стане герцогом Нормандським, три старші сини Танкреда Отвільського (Вільгельм, Дрого та Онфруа) прибули до Аверського графства з Нормандії.
У 1037 р. або влітку 1038 р (джерела відрізняються), нормандський вплив ще більше зміцнився, коли імператор Конрад II скинув Пандульфа і підтвердив титул Райнульфа Дренго як графа Аверського. У 1038 році Райнульф захопив сусіднє Капуанське князівство, розширивши свою державу до однієї з найбільших у південній Італії.
У 1038 році візантійський імператор Михаїл IV розпочав військову кампанію проти мусульманської Сицилії під керівництвом генерала Георгія Маніака, який очолив християнську армію проти сарацинів. Майбутній король Норвегії Гаральд Суворий командував варязькою гвардією в експедиції, і Михайло закликав Гваймара IV Салернського та інших лангобардських лордів надати додаткові війська для кампанії. Гваймар послав 300 нормандських лицарів з Аверси, включно з трьома братами Отвілями (які прославилися своєю майстерністю в боях). Вільгельм Отвільський отримав прізвисько Вільгельм Залізнорукий за те, що самотужки вбив еміра Сіракуз під час облоги цього міста. Нормандський контингент залишив візантійську армію до завершення кампанії через несправедливий розподіл здобичі і зверхннє ставлення з боку візантійців.
Після вбивства катапана Нікіфора Докеяна в Асколі в 1040 році нормандці обрали своїм лідером Атенульфа, брата князя Беневентського Пандульфа III. 16 березня 1041 року біля Венози на Олівенто нормандська армія намагалася домовитися з катапаном Михаїлом Докеяном; хоча вони зазнали невдачі, вони все ж перемогли візантійську армію в Битві при Олівенто. 4 травня 1041 року нормандська армія, очолювана Вільгельмом Залізноруким, знову завдала поразки візантійцям у битві при Монтемаджоре біля Канн (помстившись за поразку нормандців у Битві при Каннах 1018 року). Незважаючи на те, що катапан викликав велике варязьке військо з Барі, битва закінчилася поразкою, багато воїнів Михаїла потонули в Офанто під час відступу.
3 вересня 1041 року в Битві при Монтепелозо нормандці (номінально під командуванням лангобардів Ардуїна та Атенульфа) перемогли візантійського катепана Екзавгуста Боіоанна і привели його до Беневенто. Приблизно в той час князь Салернський Гваймар IV почав залучати норманів. У лютому 1042 року Атенульф вів переговори про викуп за Екзавгуста, а потім утік із грошима викупу на територію Візантії. Його замінив син Мелуса Аргір, якого також після кількох ранніх перемог підкупили, щоб він перейшов на бік Візантії.
Повстання, спочатку лангобардське, стало нормандським за характером і керівництвом. У вересні 1042 року три основні нормандські групи провели раду в Мельфі, до якої увійшли Райнульф Дренго, Гваймар IV і Вільгельм Отвіль. Вільгельм та інші лідери звернулися до Гваймара з проханням визнати їхні завоювання, і Вільгельм був визнаний нормандським лідером в Апулії (до якої входили Мельфі та нормандський гарнізон у Трої). Він отримав від Гваймара титул графа Апулії і (як і Райнульф Дренго) став його васалом. Гваймар проголосив себе герцогом Апулії і Калабрії, хоча офіційно ніколи не був визнаний таким імператором. Вільгельм був одружений на Гвіді (дочці герцога Соррентського Гая та племінниці Гваймара), що зміцнило союз між нормандцями та Гваймаром.
У Мельфі в 1043 році Гваймар розділив регіон (за винятком самого Мельфі, який мав керуватися за республіканською моделлю) на дванадцять баронств для норманнських лідерів. Вільгельм Отвільський отримав Асколі, Асклетин Дренго отримав Ачеренцу, Трістан отримав Монтепелозо, Гуго Тубеф отримав Монополі, Пітер отримав Трані, Дрого Отвільський отримав Венозу, а Райнульф Дренго (що вже був незалежним графом Аверським, князем Капуанським і герцогом Гаетанським) отримав Сіпонт та Монте-Гаргано.
Під час свого правління Вільгельм Залізнорукий і Гваймар почали в 1044 році завоювання Калабрії і побудували замок Стрідула (біля Сквілаче). Вільгельм був менш успішним в Апулії, де він зазнав поразки в 1045 році біля Таранто від сина Мелуса Аргіра (хоча його брат Дрого завоював Бовіно). Після смерті Вільгельма період нормандської найманської служби завершився появою двох нормандських князівств, які номінально належали до Священної Римської імперії: Аверського графства (пізніше Капуанське князівство) і Апулійського графства (пізніше Герцогство Апулії і Калабрії).

## Мельфійське графство (1046—1059)

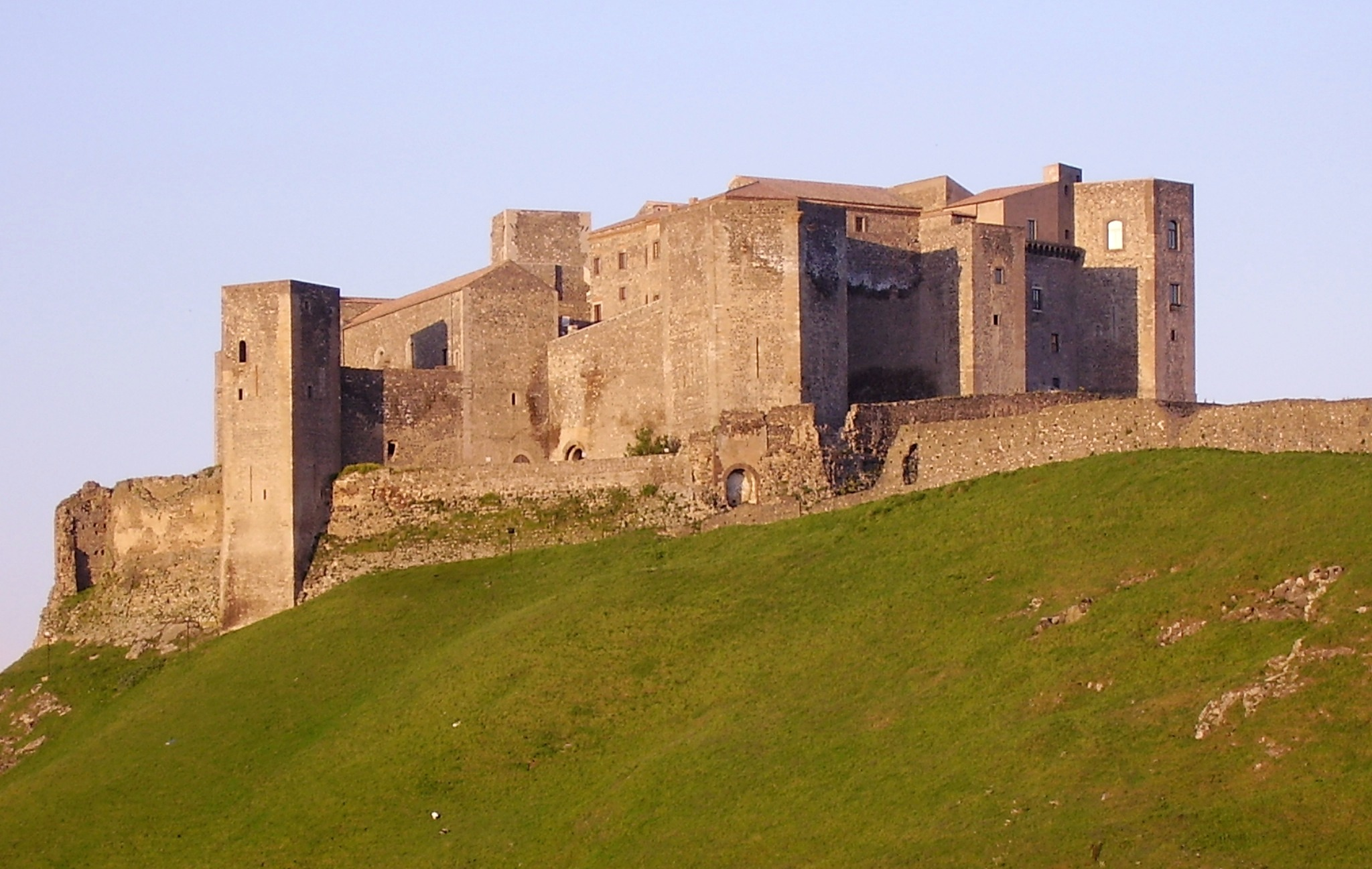
Замок у Мельфі був побудований норманами там, де раніше не було жодної фортеці. Сучасний замок включає доповнення до простої прямокутної нормандської фортеці.

У 1046 році Дрого увійшов до Апулії та розбив катепана Євстафія Палатіноса біля Таранто, а його брат Онфруа змусив Барі укласти з нормандцями договір. Того ж року до Отвілів в Апулію прибув Річард Дренго на чолі загону з 40 лицарів, а Роберт Отвільський «Гвіскар» прибув в складі іншого поповнення з Нормандського герцогства.

У 1047 році Гваймар (який підтримував спадкоємство Дрого та встановлення норманської династії на півдні) видав йому заміж свою доньку Гайтельгріму. Імператор Генріх III підтвердив інвеституру Аверського графства та зробив Дрого своїм васалом, надавши йому титул dux et magister Italiae comesque Normannorum totius Apuliae et Calabriae (герцог і господар Італії та граф норманів усієї Апулії та Калабрії, перший законний титул для норманів Мелфі). Генріх не підтвердив інших титулів, наданих під час ради 1042 року; він знизив Гваймара до «князя Салернського», і Капуя була дарована Пандульфу IV втретє (і останній) раз. Генріх, чия дружина Агнес зазнала жорстокого поводження з боку беневентців, дозволив Дрого завоювати Беневентське князівство для імперської корони, що той врешті і зробив у 1053 році.

План Битви при Чівітате: нормандські сили позначені червоним, папська коаліція — синім

У 1048 році Дрого очолив завойовницьку експедицію в Калабрію через долину Краті, поблизу Козенци. Він розподілив завойовані території в Калабрії і дав своєму братові, Роберту Гвіскару, замок у Скріблі для охорони проходу до нещодавно завойованої території. Пізніше Гвіскар відмовився від нього заради сусіднього замку в Сан-Марко-Арджентано. Невдовзі після цього він одружився з дочкою іншого норманського лідера, який дав йому 200 лицарів на підтримку військової кампанії в Калабрії. У 1051 році Дрого був убитий візантійськими змовниками, і його наступником став його брат Онфруа. Першим завданням Онфруа було боротися з папською опозицією нормандцям. Ставлення нормандських лицарів до лангобардів під час правління Дрого викликало нові повстання. Під час заворушень нормандський абат Фекампський Іоанн, під час повернення з Риму зазнав нападу.
Він писав папі Леву IX:
|  | Ненависть італійців до норманів досягла такого розмаху, що для норманна, навіть паломника, майже неможливо подорожувати містами Італії, щоб його не напали, не викрали, не пограбували, не побили, не кинули в кайдани, навіть якщо йому пощастило не померти у в’язниці. |

Папа та його прихильники, включаючи майбутнього Григорія VII, почали скликати армію, щоб витіснити норманів з Італії.
18 червня 1053 року Онфруа повів нормандську армію проти об'єднаних сил Папи Римського та Священної Римської імперії. У Битві при Чівітате нормани знищили папську армію і схопили Лева IX, ув'язнивши його в Беневенто (який здався). У 1054 році Петро II, який змінив Петра I в області Трані, захопив місто у візантійців. Онфруа помер у 1057 році і його наступником став його брат Роберт Отвільський «Гвіскар», який припинив свій васалитет перед імперією та зробив себе васалом папи в обмін на титул герцога.

## Аверське графство (1049—1098)
Протягом 1050-х і 1060-х років у південній Італії існувало два центри нормандської влади: один у Мельфі (під керівництвом ролини Отвілів) та інший в Аверсі (під керівництвом родини Дренго). Річард Дренго став правителем Аверського графства в 1049 році, розпочавши політику територіального розширення, щоб конкурувати зі своїми суперниками з роду Отвілів. Спочатку він воював зі своїми ломбардськими сусідами, серед яких були Пандульф VI Капуанський, Атенульф I Гаетанський та Гізульф II Салернський. Річард відсунув кордони Салерно, поки від колись великого князівства не залишилося мало що, крім самого міста Салерно. Хоча він намагався мирним шляхом поширити свій вплив, заручивши дочку зі старшим сином Атенульфа Гаетанського, Річард пізніше зажадав ломбардського посагу від батьків хлопчика, коли той помер до шлюбу. Коли герцог відмовився, Річард захопив Акіно (один з небагатьох феодальних володінь Гаети) у 1058 році. Однак хронологія його завоювання Гаети є заплутаною. У документах 1058 та 1060 років Жордан I (старший син Річарда) згадується як герцог Гаетанський, але ці дані були визнані підробками (оскільки Атенульф все ще був герцогом, коли помер у 1062 році). Після смерті Атенольфа, Річард та Жордан взяли на себе правління герцогством і дозволили спадкоємцю Атенольфа — Атенольфу II — правити як їхній підданий до 1064 року (коли Гаета була повністю включена до складу князівства Дренго). Річард і Джордан призначали маріонеткових, зазвичай нормандських, герцогів.
Коли князь Капуї помер у 1057 році, Річард негайно розпочав облогу комуни. Ця хронологія також незрозуміла. Пандульфа в Капуї змінив його брат, Ландульф VIII, який, за даними, правив князем до 12 травня 1062 року. Річард та Йордан отримали княжий титул у 1058 році, але, очевидно, дозволили Ландульфу продовжувати правити під їхнім керівництвом ще щонайменше чотири роки. У 1059 році папа Миколай II скликав синод у Мельфі, затвердивши Річарда графом Аверським та принцом Капуї, і Річард присягнув на вірність папству щодо своїх володінь. Потім Дренго зробили Капую своєю штаб-квартирою для правління Аверсою та Гаетою.
Річард та Йордан розширили свої нові території Гаетана та Капуа на північ, у напрямку Лація, в Папську область. У 1066 році Річард вирушив у похід на Рим, але його легко відбитли. Перебування Йордана на посаді наступника Річарда ознаменувало союз з папством (що Річард намагався зробити), і завоювання Капуї припинилося. Коли Йордан помер у 1090 році, його молодий син Річард II та його регенти не змогли утримати Капую. Їх змусив втекти з міста лангобардський діяч Ландо, який правив ним за народної підтримки, доки його не витіснили об'єднані сили Отвіля під час облоги Капуї в 1098 році; це поклало край правлінню ломбардів в Італії.

## Завоювання Абруццо (1053—1105)
У 1077 році помер останній лангобардський князь Беневенто, а в 1078 році папа призначив Роберта Гвіскара його наступником. Однак у 1081 році Гвіскар відмовився від Беневенто. На той час князівство складалося з Беневенто та його околиць: розміри князівства зменшилися внаслідок нормандських завоювань протягом попередніх десятиліть, особливо після Битви біля Чівітате та після 1078 року. У червні 1080 року в Чепрано папа знову передав Гвіскару контроль над Беневенто, намагаючись зупинити вторгнення нормандців у нього та пов'язані з ним території в Абруццо (які родичі Гвіскара привласнювали).
Після Битви біля Чівітате нормандці розпочали завоювання адріатичного узбережжя Беневентського князівства. Джеффрі Отвільський, молодший брат графів Апулійських з династії Отвілів, завоював лангобардське графство Ларино та взяв штурмом замок Морроне в регіоні Самніум-Гільяматум. Син Джеффрі, Роберт, об'єднав ці завоювання в графство Лорітелло в 1061 році та продовжив свою експансію в лангобардське Абруццо. Він завоював графство Теате (сучасне К'єті) та обложив Ортону, яка стала метою нормандських зусиль у цьому регіоні. Лорітелло невдовзі дістався на північ аж до Пескари та Папської області. У 1078 році Роберт уклав союз з князем Капуанським Йорданом з метою нападів на папське Абруццо, але після договору 1080 року з папою Григорієм VII вони були зобов'язані поважати папську територію. У 1100 році Роберт Лорітелло розширив своє князівство через річку Форторе, захопивши Бовіно та Драгонару.
Завоювання Молізе погано задокументовано. Бояно (головне місто), можливо, було завойовано за рік до Битви при Чівітате Робертом Гвіскаром, який оточив гірський масив Матезе. Графство Бояно було даровано Рудольфу з Мулена. Його онук, Гуго, розширив його на схід (зайнявши Торо та Сан-Джованні-ін-Гальдо) та на захід (анексувавши капуанські графства Венафро, П'єтраббонданте та Трівенто у 1105 році).

## Завоювання Сицилії та Мальти (1061—1091)

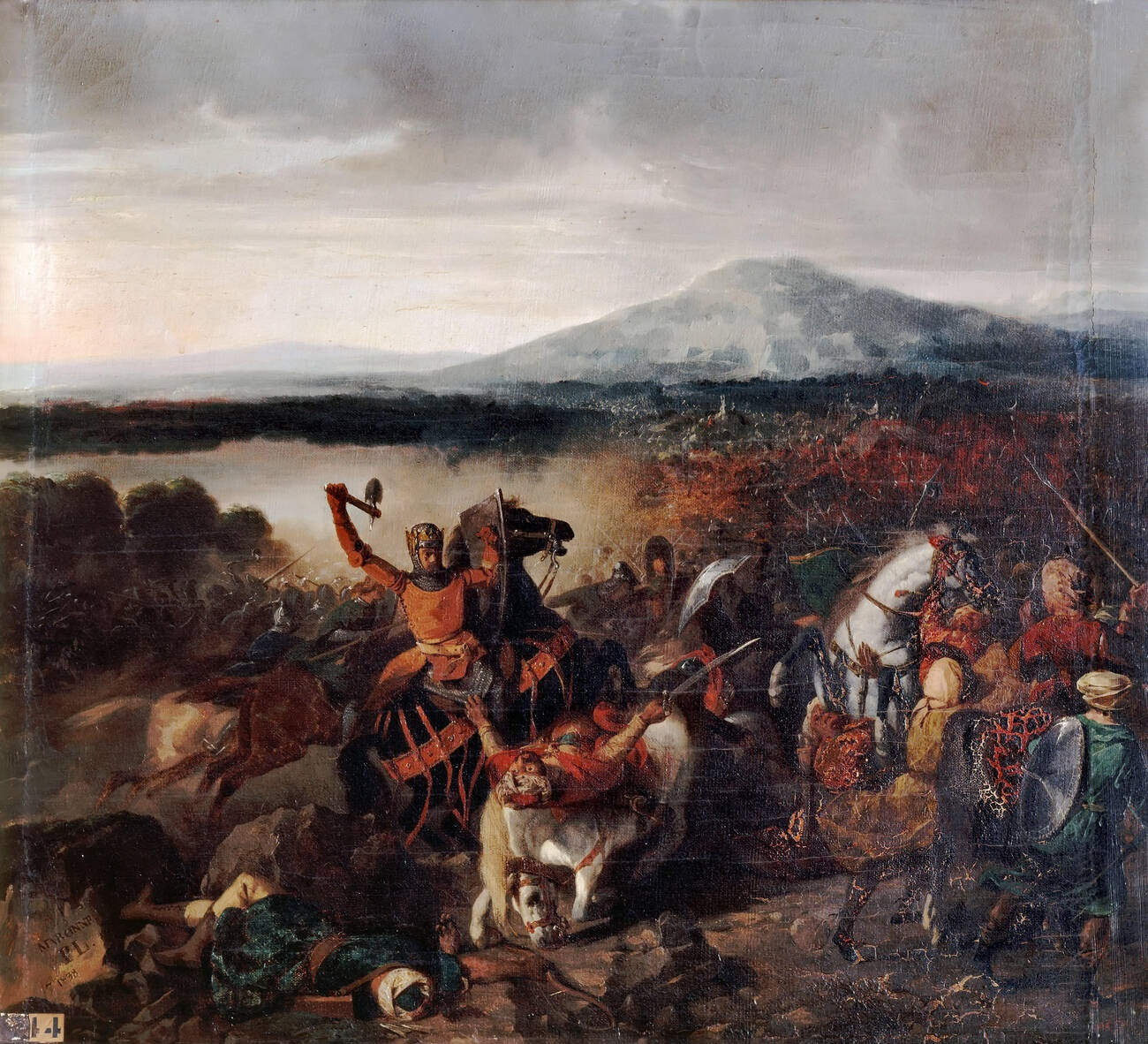
Рожер I Сицилійський у битві при Керамі 1063 року, де він, за даними Гоффредо Малатерри, здобув перемогу над 35 000 сарацинів.

Після приблизно століття арабського контролю (після поразки візантійських військ сарацинами у 965 році), Сицилія була заселена сумішшю християн, арабських мусульман та новонавернених мусульман на момент її завоювання норманами. Спочатку він перебував під владою Аглабідів, а потім Фатимідів, але в 948 році Кальбіти захопили контроль над островом і утримували його до 1053 року. Протягом 1010-х та 1020-х років серія криз спадкоємності проклала шлях для втручання Зіридів Іфрікії. Сицилію охопила метушня, оскільки дрібні вотчини боролися одне з одним за верховенство. Туди вторглися нормани під командуванням Роберта Гвіскара та його молодшого брата Рожера Боссо з наміром завоювати; папа присвоїв Роберту титул «герцога Сицилії».

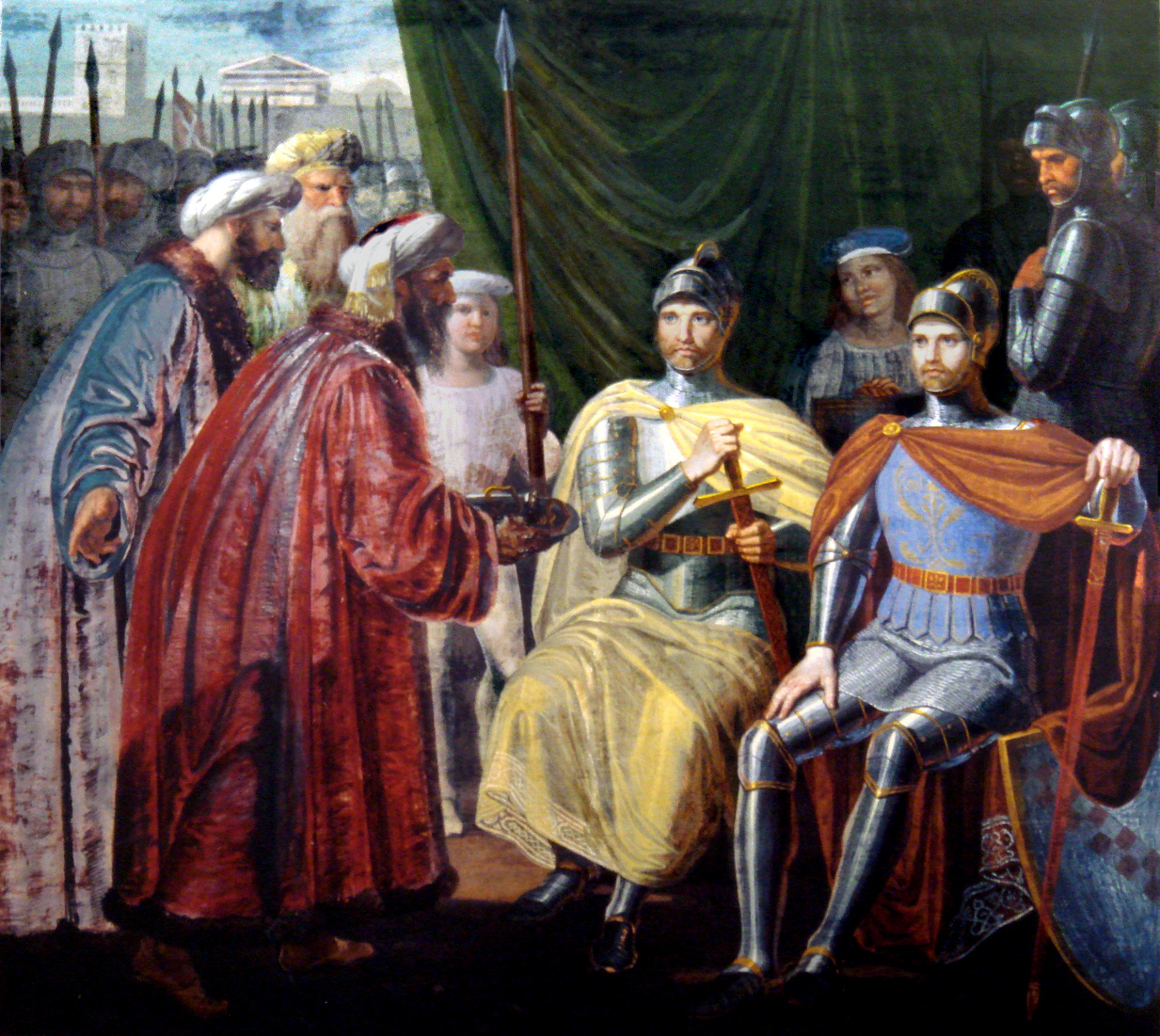
Рожер I отримує ключі від Палермо в 1071 році

Роберт і Рожер вперше вторглися на Сицилію у травні 1061 року, переправившися з Реджо-Калабрія та обложивши Мессіну, щоб отримати контроль над стратегічно важливою Мессінською протокою. Рожер першим перетнув протоку, висадився непомітно вночі та зненацька застав сарацинську армію вранці. Коли пізніше того ж дня війська Роберта висадилися, вони не зустріли опору, а Мессіна була покинута. Роберт негайно укріпив місто та об'єднався з еміром Ібн аль-Тімною проти свого суперника Ібн аль-Хаваса. Потім Роберт, Рожер та ат-Тімна вирушили в центр острова через Рометту, яка залишалася вірною ат-Тімні. Вони пройшли через Фрацзано та П'янура-ді-Маніаче (рівнину Маніаче), зустрівши опір під час їхнього штурму Чентурипе. Патерно швидко впав, і Роберт привів свою армію до Кастроджовані (сучасна Енна, найсильніша фортеця в центральній Сицилії). Хоча гарнізон був розгромлений, цитадель не впала, і з наближенням зими Роберт повернувся до Апулії. Перед від'їздом він збудував фортецю в Сан-Марко д'Алунціо. Рожер повернувся наприкінці 1061 року та захопив Троїну. У червні 1063 року він розгромив мусульманську армію в битві при Керамі, закріпивши нормандський плацдарм на острові.

Роберт повернувся в 1064 році і оминаючи Кастроджовані рушив на Палермо, але цей похід зрештою було скасовано. У 1068 році Рожер завдав ще однієї поразки мусульманам у Битві при Місільмері. У серпні 1071 року нормандці розпочали другу та успішну облогу Палермо. Нормани увійшли до міста Палермо 7 січня 1072 року, а через три дні захисники центру міста здалися. Роберт призначив Рожера графом Сицилії під сюзеренітетом герцога Апулії. Під час поділу острова зі своїм братом Роберт зберіг за собою Палермо, половину Мессіни та переважно християнську долину Валь-Демоне (залишивши решту, включаючи те, що ще не було завойовано, Рожеру).

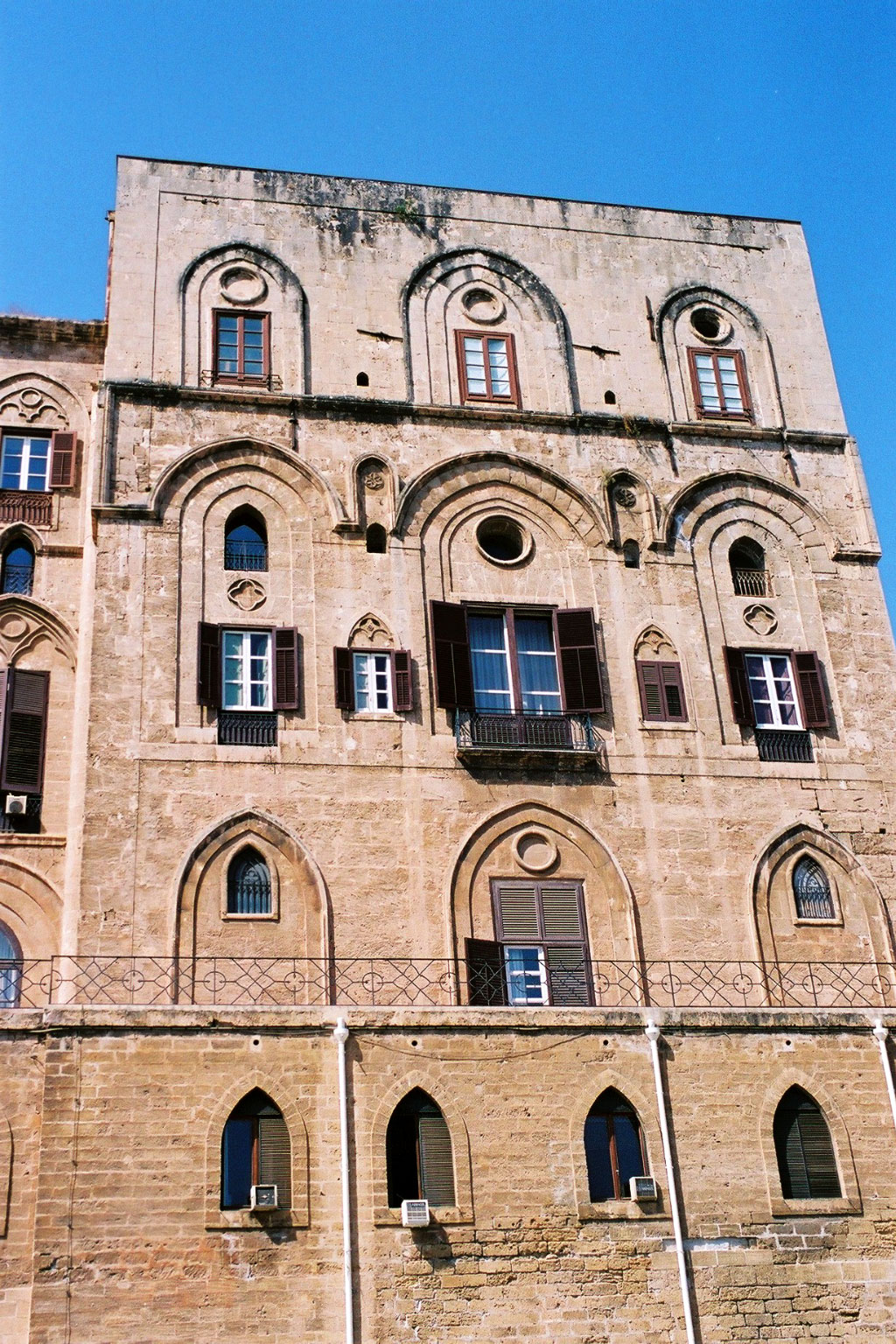
Палаццо Норманні — арабський палац IX століття на Сицилії, перетворений норманами на свій замок.

У 1077 році Рожер обложив Трапані, одну з двох фортець сарацинів, що залишилися на заході острова. Його син, Джордан, очолив вилазку, яка зненацька застала охоронців гарнізонної худоби. Через припинення постачання продовольства місто невдовзі здалося. У 1079 році Таорміна була взята в облогу, а в 1081 році Джордан, Роберт де Сурваль та Еліас Картомі завоювали Катанію (володіння еміра Сіракуз) в результаті ще одного несподіваного нападу.
Рожер покинув Сицилію влітку 1083 року, щоб допомогти своєму братові на материку; Йордан (якого він залишив головним) повстав, змусивши його повернутися на Сицилію та підкорити сина. У 1085 році він нарешті зміг розпочати систематичний похід. 22 травня Рожер підійшов до Сіракуз морем, тоді як Йордан очолював невеликий кавалерійський загін в 25 кілометрах на північ від міста. 25 травня флоти графа та еміра вступили в бій у гавані, де останній був убитий, поки війська Йордана облягали місто. Облога тривала протягом усього літа, але коли місто капітулювало у березні 1086 року, під владою сарацинів залишався лише розташований в горах Ното. У лютому 1091 року Ното також здався, і завоювання Сицилії було завершено.
У 1091 році Рожер вторгся на Мальту та підкорив місто-фортецю Мдіну. Він запровадив податки на островах, але дозволив арабським губернаторам продовжувати своє правління. У 1127 році Рожер II скасував мусульманський уряд, замінивши його нормандськими чиновниками. За часів правління норманів арабська мова, якою розмовляли грецькі християнські остров'яни протягом століть мусульманського панування, стала мальтійською.

## Завоювання Амальфі та Салерно (1073—1077)
Перехід Амальфі та Салерно під владу Роберта Гвіскара відбулося під впливом його дружини, Сікельгайти. Амальфі, ймовірно, здався в результаті її переговорів, а Салерно впав, коли вона перестала заступатись перед чоловікром за свого брата, князя Салернського Гузульфа II. Амальфітанці добровільно підкорилися князю Гізульфу, щоб уникнути нормандського сюзеренітету, але обидві держави (чия історія була пов'язана з IX століття) зрештою потрапили під нормандський контроль.
Влітку 1076 року Гізульф II Салернський за допомогою піратства та набігів підбурював нормандців до його знищення; того ж року об'єднані сили князя Капуанського Річарда Дренго та герцога Апулійського Роберта Отвіля обложили Салерно. Хоча Гізульф наказав своїм громадянам запастися дворічним запасом їжі, під час облоги він наказав її конфіскувати, щоб викликало голод серед його підданих. 13 грудня 1076 року місто здалося, але князь зі своїм оточенням відступив до цитаделі, яка також впала у травні 1077 року. Хоча землі та титули Гізульфа були конфісковані, він залишався на волі. через попередні війни з  та . Через постійні захоплення Роберта Гвіскаром, Вільгельмом Принципатським та Рожером Сицилійським, на момент скинення Гізульфа Салернське князівство вже було скорочено до розмірів столиці та її околиць. Однак саме місто було найважливішим у Південній Італії, і його захоплення було необхідним для створення королівства п'ятдесят років потому.
У 1073 році помер герцог Амальфійський Сергій III, залишивши своїм наступником немовля Іоана III. Бажаючи захисту в нестабільні часи, амальфійці вигнали молодого герцога і того ж року закликали Роберта Гвіскара. Однак Амальфі залишалося неспокійним під контролем нормандців. Наступник Роберта, Рожер Борса, взяв під свій контроль Амальфі в 1089 році після вигнання Гізульфа (раніше скинутого князя Салерно, якого громадяни посадили на престол за допомогою папи). З 1092 по 1097 рік Амальфі не визнавала свого нормандського сюзерена, очевидно, шукаючи допомоги у Візантії. Марін Себастьє був призначений правителем у 1096 році.
Син Роберта, Боемунд I Антіохійський, та його брат Рожер Сицилійський напали на Амальфі в 1097 році, але були відбиті. Під час цієї облоги норманів почав приваблювати Перший хрестовий похід. Марін зазнав поразки після того, як амальфітянські дворяни перейшли на бік норманів і зрадили його в 1101 році. Амальфі знову повстало в 1130 році, коли Рожер II Сицилійський зажадав його лояльності. Остаточно його було підкорено в 1131 році, коли Іоанн рушив на нього суходолом, а адмірал Георгій Антіохійський блокував його з моря, створивши базу на Капрі.

## Нормандсько-візантійські війни (1059—1085)

Нормандське просування на Сицилії під час експедицій Роберта на Балкани: Капуя, Апулія, Калабрія та графство Сицилія стали нормандськими. Емірат Сицилії, герцогство Неаполь та землі в Абруццо (у південному герцогстві Сполето) ще не завойовані.

Спочатку нормандці брали участь у військових діях на півдні Італії на боці лангобардів проти візантійців. Зрештою, деякі нормандці, зокрема могутні брати Отвілі, служили в армії Георгія Маніака під час спроби Візантії відвоювати Сицилію, але повстали проти своїх роботодавців, коли емірів виявилося важко підкорити. У 1030 році Райнульф Дренго став графом Аверси, що ознаменувало початок постійного нормандського землеволодіння в Італії. У 1042 році Вільгельм Отвіль був посвячений графом Апулійським, прийнявши своїм сюзереном лангобардського князя Салерно Гваймара IV. Щоб ще більше зміцнити зв'язки та легітимність, Роберт Гвіскар також одружився з лангобардською княжною, дочкою Гваймара Сікельгайтою у 1058 році. Після смерті Гваймара нормандці ставали дедалі незалежнішими гравцями на південноіталійській арені, що призвело їх до прямого конфлікту з Візантією.
У той час, коли нормандці завоювали Південну Італію, Візантійська імперія перебувала у стані внутрішнього занепаду; управління імперією було зруйноване, ефективні урядові інституції, які забезпечували Василія II чвертю мільйона військ та достатніми ресурсами за рахунок оподаткування, зруйнувалися протягом трьох десятиліть. Спроби Ісаака I Комніна та Романа IV Діогена змінити ситуацію виявилися безрезультатними. Передчасна смерть першого та повалення другого призвели до подальшого краху, оскільки нормани закріпили свої завоювання Сицилії та Італії.
Реджо-Калабрія, столиця тагми Калабрія, була захоплена Робертом Гвіскаром у 1060 році. У той час візантійці утримували кілька прибережних міст в Апулії, зокрема Барі, столицю катепанату Італії. У 1067—1068 роках вони надали фінансову підтримку повстанню проти Гвіскара. У 1068 році нормандці взяли в облогу Отранто і того ж року вони розпочали облогу самого Барі. Після перемоги над візантійцями в серії битв в Апулії та після двох невдалих спроб звільнити місто, місто Барі здалося у квітні 1071 року, що поклало край історії візантійській присутності в Південній Італії.
У 1079—1080 роках візантійці знову підтримали повстання проти Гвіскара. Ця підтримка значною мірою надавалася у формі фінансування менших груп нормандських найманців для допомоги у повстанні.
Протягом тридцяти років (1061—1091) нормандські угруповання також завершили початкову спробу Візантії повернути Сицилію. Однак лише у 1130 році Сицилія та південна Італія були об'єднані в одне королівство, офіційно оформлене Рожером II Сицилійським.

## Завоювання Неаполя (1077—1139)

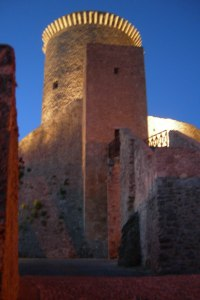
Нормандський замок у Сан-Марко-Арджентано

Неаполітанське герцогство, номінально володіння Візантії, було однією з останніх південноіталійських держав, на яку напали нормани. Оскільки Сергій IV звернувся по допомогу до Райнульфа Дренго протягом 1020-х років, за короткими винятками, герцоги Неаполя були союзниками норманів Аверси та Капуї. Починаючи з 1077 року, включення Неаполя до складу держави Отвіль тривало шістдесят років.
Влітку 1074 року спалахнули ворожнечі між Річардом Капуанським та Робертом Гвіскаром. Сергій V Неаполітанський уклав союз з останнім, зробивши своє місто центром постачання військ Гвіскара. Це протиставило його Річарду, якого підтримував папа Григорій VII. У червні Річард ненадовго взяв у облогу Неаполь; Річард, Роберт і Сергій невдовзі розпочали переговори з папою за посередництва настоятеля монастиря Монтекассіно Дезидерія.
У 1077 році Неаполь знову був обложений Річардом Капуанським, а Роберт Гвіскар здійснив морську блокаду. Річард помер під час облоги 1078 року, після того, як на смертному одрі йому скасували відлучення від церкви. Облогу припинив його наступник, Жордан I, щоб влаштувати собі прихильність перед папством (яке уклало мир із герцогом Сергієм).
У 1130 році антипапа Анаклет II коронував Рожера II Сицилійського королем і оголосив лен Неаполь частиною його королівства. У 1131 році Роджер зажадав від громадян Амальфі передати під його контроль захисні споруди міста та ключі від замку. Коли вони відмовилися, Сергій VII Неаполітанський спочатку приготувався допомогти їм флотом; Георгій Антіохійський блокував порт Неаполя великою армадою, і Сергій, заляканий придушенням амальфітанців, підкорився Рожеру. За словами літописця Александра Телезького, Неаполь, «який з римських часів майже ніколи не був завойований мечем, тепер підкорився Рожеру лише на підставі одного повідомлення (тобто падіння Амальфі)».
У 1134 році Сергій підтримав повстання Роберта II Капуйського та Ранульфа II Аліфе, але уникнув прямої конфронтації з Рожером і склав оммаж королю після падіння Капуї. 24 квітня 1135 року пізанський флот з 8000 підкріплення під командуванням Роберта Капуанського кинув якір у Неаполі, і герцогство було центром повстання проти Рожера II протягом наступних двох років. Сергій, Роберт і Ранульф перебували в облозі в Неаполі до весни 1136 року, до того часу голод став повсюдним явищем. За словами історика (і прихильника повстанців) Фалько з Беневенто, Сергій та неаполітанці не здалися, «воліючи померти від голоду, ніж схилити свої шиї перед владою злого короля». Нездатність морської блокади перешкодити Сергію та Роберту двічі доставити припаси з Пізи продемонструвала некомпетентність Роджера. Коли допоміжна армія під командуванням імператора Лотаря II виступила до Неаполя, облогу було знято. Хоча імператор пішов наступного року, в обмін на помилування Сергій знову підкорився Рожеру у нормандському феодальному клятві. 30 жовтня 1137 року останній герцог Неаполя загинув на королівській службі в Битві біля Риньяно.
Поразка під Риньяно дозволила нормандцям завоювати Неаполь, оскільки Сергій помер без спадкоємця, а неаполітанська знать не змогла досягти угоди про спадкоємство. Однак між смертю Сергія та приєднанням Неаполя до Сицилії минуло два роки. Дворянство, очевидно, правила протягом перехідного періоду, який, можливо, був останнім періодом незалежності Неаполя від нормандського правління. У цей період у Неаполі вперше з'являються нормандські землевласники, хоча пізанці (вороги Рожера II) зберегли союз з герцогством, і Піза, можливо, зберігала свою незалежність до 1139 року. Того року Роджер приєднав Неаполь до свого королівства; Папа Інокентій II та неаполітанська знать визнали герцогом молодого сина Роджера, Альфонса Отвільського.

## Сицилійське королівство (1130—1198)

Нормандське Сицилійське королівство (зеленим) на момент смерті Рожера II (1154)

Хоча завоювання Сицилії було переважно військовим, Роберт і Роджер також підписали договори з мусульманами про отримання земель. Через горбисту місцевість Сицилії та відносно невелику армію, брати звернулися до впливових, виснажених мусульманських лідерів, щоб ті підписали договори (які пропонували мир і захист земель і прав власності). Оскільки Сицилія була завойована єдиним командуванням, влада Роджера не була оскаржена іншими завойовниками, і він зберіг владу над своїми грецькими, арабськими, ломбардськими та нормандськими підданими. На острові було запроваджено латинське християнство, а його церковну організацію контролював Роджер зі схвалення папи. Єпископські кафедри були засновані в Палермо (з митрополичою владою), Сіракузах та Агрідженто.

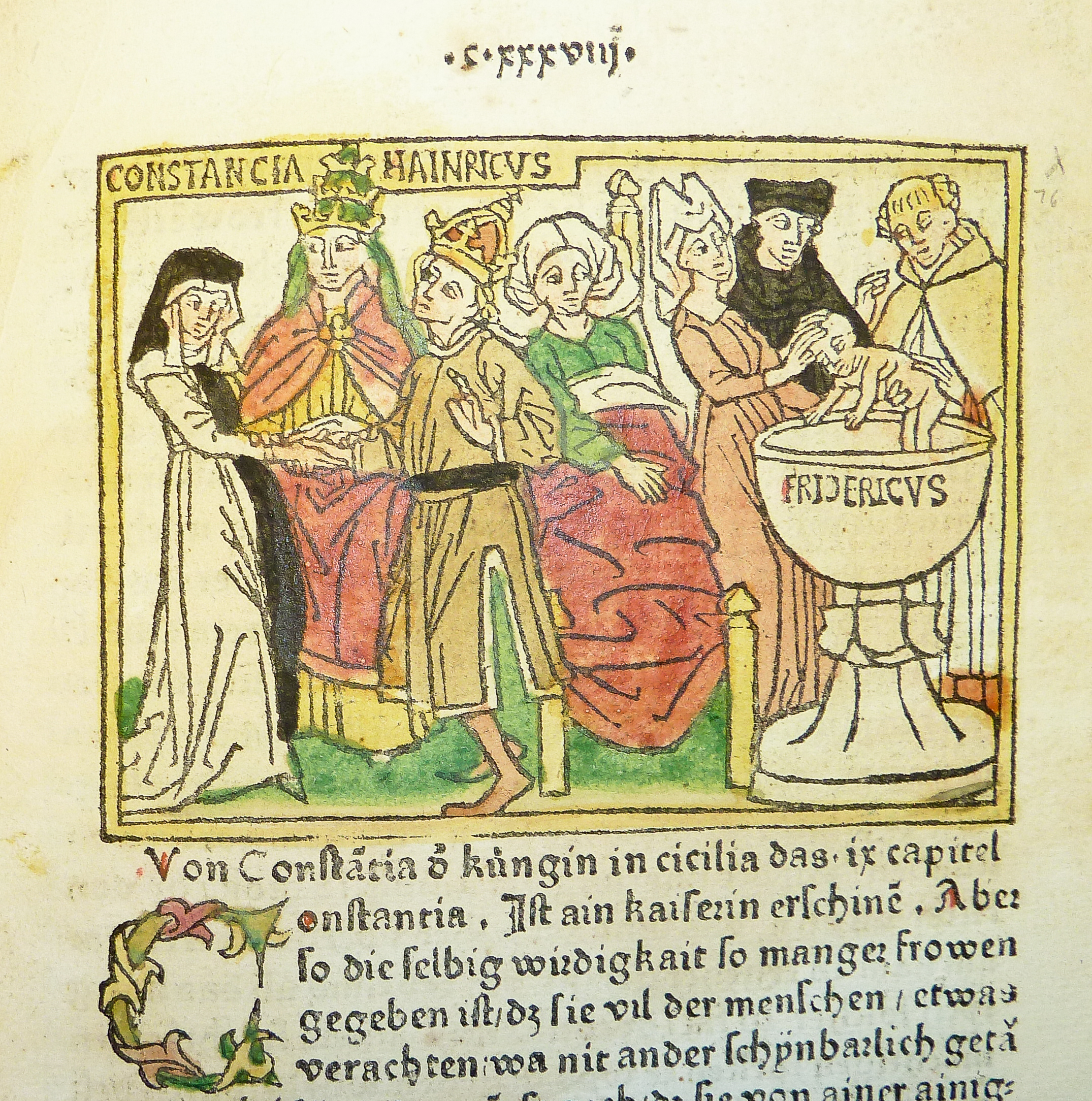
Дереворит із зображенням Констанції Сицилійської, її чоловіка імператора Генріха VI та сина Фрідріха II

Після проголошення королівством Сицилія в 1130 році, Сицилія стала центром нормандської влади зі столицею в Палермо Королівство було створено на Різдво 1130 року Роджером II Сицилійський, за згодою Папи Інокентія II, який об'єднав землі, успадковані Роджером від його батька I Сицилійський.
Ці території включали Мальтійський архіпелаг, який був завойований у арабського Сицилійського емірату, герцогство Апулії І Калабрії та Сицилійське графство, що належали його двоюрідному брату Вільгельму. II, герцог Апулії, до смерті Вільгельма в 1127 році; та інші нормандські васали.
Коли вторгнення Генріха VI, імператор Священної Римської імперії, від імені своєї дружини Констанції, дочки Рожера II, зрештою переміг, а королівство в 1194 році перейшло до династії Гогенштауфенів. Через Констанцію кров Отвіля передалася Фредеріку II, імператор Священної Римської імперії, який успадкував титул короля Сицилії в 1198 році.

## Будівництво замків

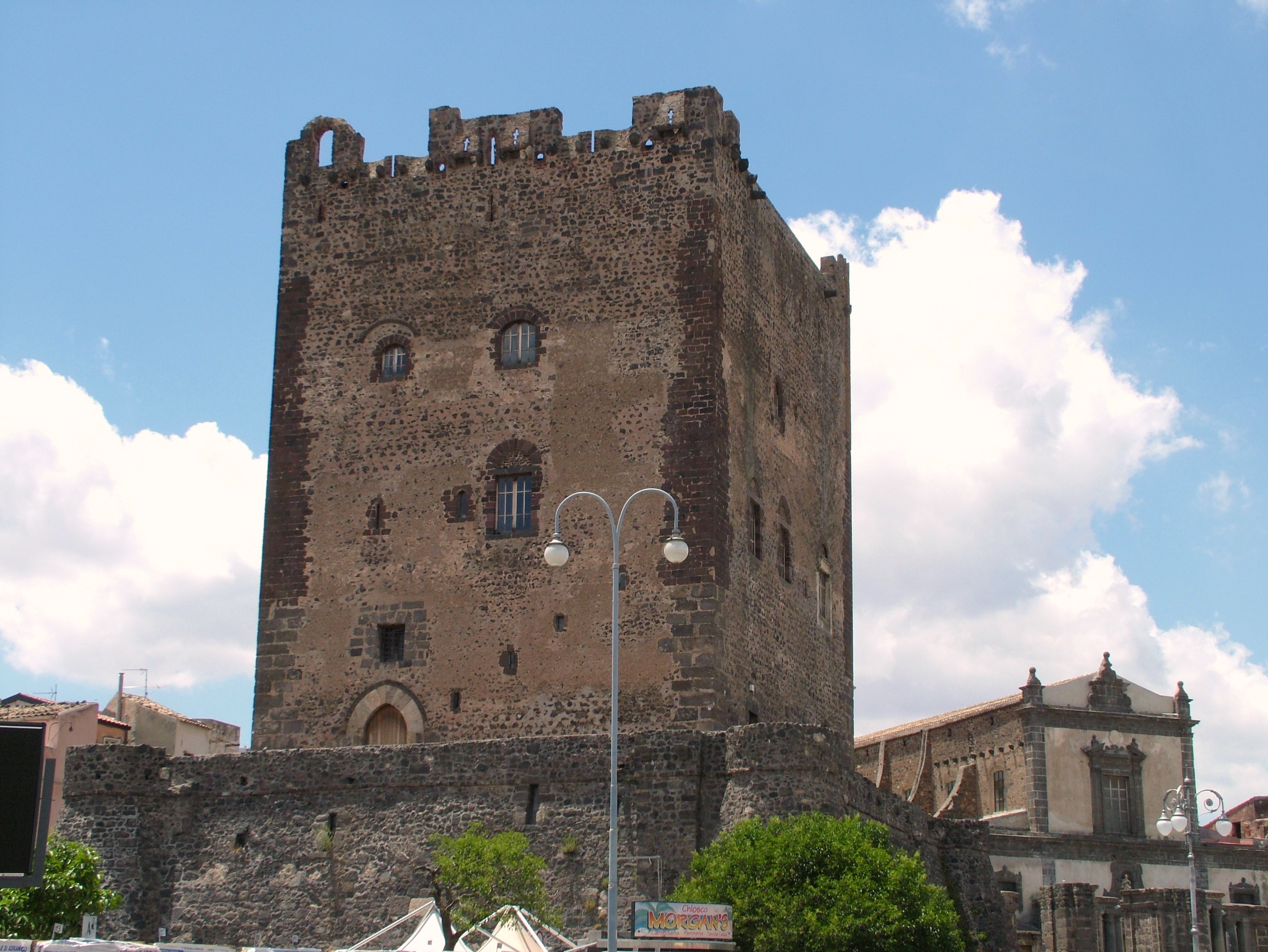
Ранній нормандський замок в Адрано

Нормандське завоювання південної Італії започаткувало впровадження романської (зокрема нормандської) архітектури. Деякі замки були розширені на основі існуючих ломбардських, візантійських або арабських споруд, тоді як інші були оригінальними спорудами. Латинські собори були побудовані на землях, нещодавно навернених з візантійського християнства чи ісламу, у романському стилі під впливом візантійських та ісламських зразків. Громадські будівлі, такі як палаци, були поширені у великих містах (зокрема, у Палермо); ці споруди, зокрема, демонструють вплив сикуло-нормандської культури.
Нормандці швидко розпочали будівництво, розширення та реконструкцію замків на півдні Італії. До кінця нормандського періоду більшість дерев'яних замків були перетворені на кам'яні.
Після лангобардського замку в Мельфі, який був завойований нормандцями на початку XI століття та доповнений збереженим прямокутним донжоном, Калабрія була першою провінцією, в якій ноомандці розпочали активне будівництво своїх замків. У 1046 році Вільгельм Залізнорукий розпочав будівництво Стрідули (великого замку поблизу Сквіллаче), а до 1055 року Роберт Гвіскар збудував три замки: у Россано, на місці візантійської фортеці; у Скріблі, резиденції свого лену, що охороняв перевал Валь-ді-Краті, та у Сан-Марко Арджентано (донжон, збудований у 1051 році) поблизу Козенци. У 1058 році на приморській скелі була побудована Скалеа.
Після свого сходження на апулійський трон Гвіскар будував багато замків, зокрема збудував замок у Гаргано з п'ятикутними вежами, відомими як Вежі Гігантів. Пізніше Генріх, граф Монте-Сант-Анджело, збудував замок у сусідньому Кастельпагано. У Молізе нормандці збудували багато фортець на природно захищеній місцевості, таких як Санта-Кроче та Ферранте. Прикордонний регіон між Папськими землями і нормандськими володіннями, що тягнеться від Террачини до Термолі, має найбільшу щільність нормандських замків в Італії. Багато з них спочатку були самнітськими фортецями, які повторно використовували римляни та їхні наступники. Нормандці називали таку фортецю castellum vetus (старий замок). Багато замків в Молізе мають стіни, інтегровані в гори та хребти, і значна частина швидко зведеної кладки свідчить про те, що нормандці запровадили opus gallicum у Молізе.
Забудова Сицилії замковими спорудами розпочалася за наказом місцевих грецькомовних мешканцв. У 1060 році вони попросили Гвіскара побудувати замок в Алунтіумі, відтак першою нормандською спорудою на Сицилії став алунтійський замок Сан-Марко (названий на честь першого замку Гвіскара в Арджентано в Калабрії), руїни якого збереглися дотепер. Потім поблизу Чефалу було збудовано Петралію Сопрану, а потім у 1071 році — замок у Троїні. У 1073 році було збудовано замок у Мацарі та ще один у Патерно. В Адрано (або Адерно) нормандці збудували простий прямокутний донжон, план поверху якого ілюструє норманський дизайн XI століття. Зовнішні сходи ведуть до входу на перший поверх, а інтер'єр розділений вздовж посередині на велику залу з одного боку та дві кімнати (каплицю та кімнату) з іншого.

### Первинні
- Amatus of Montecassino, L'Ystoire de li Normant
- Leeds University Medieval History Texts Centre, with primary sources available in translation under the heading «The Norman Kingdom of Sicily»
- Gaufredo Malaterra, De rebus gestis Rogerii Calabriae et Siciliae comitis et Roberti Guiscardi ducis fratris eius at The Latin Library
- Gaufredo Malaterra (Geoffroi Malaterra), Histoire du Grand Comte Roger et de son frère Robert Guiscard, édité par Marie-Agnès Lucas-Avenel, Caen, Presses universitaires de Caen, 2016 (coll. Fontes et paginae). ISBN 9782841337439ISBN 9782841337439. Texte latin et traduction française consultable en ligne: Malaterra
- William of Apulia, Gesta Roberti Wiscardi at The Latin Library
- Lupus Protospatarius Barensis, Rerum in regno Neapolitano gestarum breve chronicon, ab anno sal. 860 vsque ad 1102 at The Latin Library
- Van Houts, Elizabeth. The Normans in Europe. Manchester, 2000.

### Вторинні
- Bachrach, Bernard S. «On the Origins of William the Conqueror's Horse Transports.» Technology and Culture, Vol. 26, No. 3. (Jul., 1985), pp. 505–531.
- Brown, Gordon S. (2003). The Norman Conquest of Southern Italy and Sicily. McFarland & Company Inc. ISBN 978-0-7864-1472-7.
- Brown, Paul. (2016). Mercenaries To Conquerors: Norman Warfare in the Eleventh and Twelfth-Century Mediterranean, Pen & Sword.
- Chalandon, Ferdinand. Histoire de la domination normande en Italie et en Sicilie. Paris: 1907.
- Davis-Secord, Sarah. (2017). «Sicily at the Center of the Mediterranean». Where Three Worlds Met: Sicily in the Early Medieval Mediterranean. Cornell University Press. ISBN 1501712594ISBN 1501712594.
- Loud, Graham Alexander. «Coinage, Wealth and Plunder in the Age of Robert Guiscard.» English Historical Review, Vol. 114, No. 458. (Sep., 1999), pp. 815–843.
- Loud, Graham Alexander. «Continuity and change in Norman Italy: the Campania during the eleventh and twelfth centuries.» Journal of Medieval History, Vol. 22, No. 4 (December, 1996), pp. 313–343.
- Loud, Graham Alexander. «How 'Norman' was the Norman Conquest of Southern Italy?» Nottingham Medieval Studies, Vol. 25 (1981), pp. 13–34.
- Loud, Graham Alexander. The Age of Robert Guiscard: Southern Italy and the Norman Conquest. Essex, 2000.
- France, John. «The Occasion of the Coming of the Normans to Italy.» Journal of Medieval History, Vol. 17 (1991), pp. 185–205.
- Gay, Jules. L'Italie méridionale et l'empire Byzantin: Livre II. Burt Franklin: New York, 1904.
- Gravett, Christopher, and Nicolle, David. The Normans: Warrior Knights and their Castles. Osprey Publishing: Oxford, 2006.
- Holmes, George. (1988). The Oxford Illustrated History of Medieval Europe. Oxford University Press. ISBN 0192854356ISBN 0192854356.
- Richard Holmes (1988). The World Atlas of Warfare: Military Innovations That Changed the Course of History. Middlesex: Penguin. ISBN 0-670-81967-0ISBN 0-670-81967-0.
- Houben, Hubert: Roger II von Sizilien. Herrscher zwischen Orient und Okzident. 2. Aufl. Wissenschaftliche Buchgesellschaft, Darmstadt 2010.
- Houben, Hubert (translated by Graham A. Loud and Diane Milburn). Roger II of Sicily: Ruler between East and West. Cambridge University Press, 2002.
- Jamison, Evelyn. «The Norman Administration of Apulia and Capua, more especially under Roger II and William I». Papers of the British School at Rome, VI (1917), pp. 265–270.
- Joranson, Einar. «The Inception of the Career of the Normans in Italy: Legend and History.» Speculum, Vol. 23, No. 3. (Jul., 1948), pp. 353–396.
- Matthew, Donald. The Norman Kingdom of Sicily. Cambridge University Press, 1992.
- Norwich, John Julius. The Normans in the South 1016—1130. London: Longman, 1967.
- Norwich, John Julius. The Kingdom in the Sun 1130—1194. London: Longman, 1970.
- Rogers, Randall (1997). Latin Siege Warfare in the Twelfth Century. Oxford: Oxford University Press. ISBN 0-19-820689-5.
- Shepard, Jonathan. (1973). «The English and Byzantium: A Study of Their Role in the Byzantine Army in the Later Eleventh Century». Traditio, Vol. 29. pp. 53–92.
- Skinner, Patricia. Family Power in Southern Italy: The Duchy of Gaeta and its Neighbours, 850—1139. Cambridge University Press: 1995.
- Theotokis, Georgios. (2014). The Norman Campaigns in the Balkans, 1081—1108, Boydell & Brewer.
- Theotokis, Georgios, ред. (2020). Warfare in the Norman Mediterranean. Woodbridge, UK: Boydell and Brewer. ISBN 9781783275212.
- Jules Gay: L'Italie méridionale et l'empire Byzantin: Livre II. Paris 1904.
- Ferdinand Chalandon: Histoire de la domination normande en Italie et en Sicile. Paris 1907.
- Einar Joranson: The Inception of the Career of the Normans in Italy — Legend and History. In: Speculum 23,3 (1948) 353—396.
- Hartmut Hoffmann: Die Anfänge der Normannen in Süditalien. In: Quellen und Forschungen aus italienischen Archiven und Bibliotheken 49, 1969, S. 95–144.
- Alheydis Plassmann: Die Normannen. Erobern — Herrschen — Integrieren (= Kohlhammer Urban Taschenbücher 616). Verlag W. Kohlhammer GmbH, Stuttgart 2008, ISBN 978-3-17-018945-4.
- Trevor Rowley: Die Normannen. Magnus Verlag GmbH, Essen 2003, ISBN 3-88400-017-9.
- Graham Alexander Loud: Coinage, Wealth and Plunder in the Age of Robert Guiscard. In: The English Historical Review, Vol. 114, No. 458, 1999, S. 815—843.